# Alma Katsu
Alma Katsu (nascida em 1959) é uma escritora americana de ficção para adultos. Seu trabalho mais conhecido é The Taker,  um romance literário de fantasia histórica que foi publicado em 2011 e reconhecido como um dos dez melhores romances de estréia do ano pela Associação Americana de Bibliotecas. Seus livros foram traduzidos em mais de uma dúzia de idiomas, no Reino Unido, Brasil, Espanha e Itália.
Ela também teve uma carreira de 29 anos no governo federal dos EUA, trabalhando em uma série de posições que lidam com inteligência e política externa, com ênfase em questões de tecnologia. Desde 2012, ela tem trabalhado como analista sênior de políticas para a RAND Corporation.